# Kanton Narbonne-Ouest
Narbonne-Ouest is een voormalig kanton van het Franse departement Aude. Het kanton maakte deel uit van het arrondissement Narbonne. Het werd opgeheven bij decreet van 21  februari 2014 met uitwerking op 22 maart 2015.

## Gemeenten
Het kanton Narbonne-Ouest omvatte de volgende gemeenten:
- Bizanet
- Canet
- Marcorignan
- Montredon-des-Corbières
- Moussan
- Narbonne (deels, hoofdplaats)
- Névian
- Raissac-d'Aude
- Villedaigne